# Arsienka
Arsienka (ros. Арсенка) – wieś w Rosji, w rejonie grazowieckim obwódu wołogodzkiego. W 2021 r. liczyła 1 mieszkańca.